# Nilesat
Nilesat – zespół 3 satelitów telekomunikacyjnych, należących do egipskiego operatora państwowego ERTU.
Nilesat 101 został wyniesiony na orbitę 28 kwietnia 1998, zaś Nilesat 102 17 sierpnia 2000.

## Historia
Od marca 2009 na pozycji 7°W stacjonuje tymczasowo również Atlantic Bird 4A (Hot Bird 10)), wystrzelony 12 lutego 2009 i będzie pracował na tej pozycji do połowy roku 2010, kiedy to zostanie zastąpiony przez Atlantic Bird 4R.

## Położenie na orbicie
Satelity Nilesat znajdują się na orbicie geostacjonarnej, (nad równikiem), na 7. stopniu długości geograficznej zachodniej.
Satelity te nadają sygnał stacji telewizyjnych i radiowych oraz dane (dostęp do Internetu) do odbiorców w Afryce Północnej (gł. Egipt), na Półwyspie Arabskim, właściwie na całym Bliskim Wschodzie oraz w Europie Południowej.

## Oferta nadawcza
Z satelitów Nilesat większość programów jest nadawana jako niekodowane i są one w języku arabskim, w tym m.in. paczka Al-Dżazira i ciekawe programy edukacyjne egipskiego operatora ERTU.
Spośród kodowanych są m.in. programy platform cyfrowych ADD (Add Universe) i Showtime Network Arabia (kodowanie: Irdeto 2).

## Warunki odbioru wPolsce
Do odbioru sygnału z Nilesata 101 i 102 potrzebna jest antena o średnicy czaszy od 100 cm, na południu kraju, do nawet 250-300 cm, na północy.
Do odbioru sygnału z Atlantic birda 4A, wymagana jest antena od 160 cm (południowy zachód Polski) do ponad 300 cm (północy Polski).